# Saltos ornamentais nos Jogos Pan-Americanos de 2015 - Plataforma de 10 m individual feminino
A competição do plataforma de 10 m individual feminino é um dos eventos dos saltos ornamentais nos Jogos Pan-Americanos de 2015, em Toronto. Foi disputada no  Centro Aquático CIBC Pan e Parapan-Americano entre os dias 10 e 11 de julho.

## Calendário
Horário local (UTC-5).
| Data        | Horário | Fase         |
| ----------- | ------- | ------------ |
| 10 de julho | 13:30   | Preliminares |
| 11 de julho | 20:00   | Finais       |

## Medalhistas
| Ouro   | MEX Paola Espinosa   |
| Prata  | CAN Roseline Filion  |
| Bronze | CAN Meaghan Benfeito |

## Resultados
| Pos.              | Saltador           | Nacionalidade      | Preliminares | Preliminares | Finais | Finais |
| Pos.              | Saltador           | Nacionalidade      | Pontos       | Pos.         | Pontos | Pos.   |
| ----------------- | ------------------ | ------------------ | ------------ | ------------ | ------ | ------ |
| Medalha de ouro   | Paola Espinosa     | MEX México         | 347.25       | 2            | 383.20 | 1      |
| Medalha de prata  | Roseline Filion    | CAN Canadá         | 353.80       | 1            | 377.60 | 2      |
| Medalha de bronze | Meaghan Benfeito   | CAN Canadá         | 315.10       | 4            | 357.45 | 3      |
| 4                 | Alejandra Orozco   | MEX México         | 312.60       | 5            | 345.05 | 4      |
| 5                 | Samantha Bromberg  | USA Estados Unidos | 326.35       | 3            | 337.95 | 5      |
| 6                 | Ingrid De Oliveira | BRA Brasil         | 266.70       | 7            | 329.00 | 6      |
| 7                 | Giovanna Pedroso   | BRA Brasil         | 295.10       | 6            | 299.50 | 7      |
| 8                 | Delaney Schnell    | USA Estados Unidos | 265.20       | 8            | 263.40 | 8      |